# Das Leben ändern
Das Leben ändern (Originaltitel: Mudar de Vida) ist ein portugiesisches Filmdrama in Schwarzweiß aus dem Jahr 1966 von Paulo Rocha, der auch – zusammen mit António Reis – das Drehbuch verfasst hatte. In den Hauptrollen sind Geraldo Del Rey, Isabel Ruth, Maria Barroso und João Guedes zu sehen. Zum ersten Mal ins Kino kam der Film am 10. September 1966 im Rahmen der Internationalen Filmfestspiele von Venedig. In der Bundesrepublik Deutschland hatte er seine Premiere am 9. Dezember 1968 im Programm des Zweiten Deutschen Fernsehens (ZDF).

## Handlung
Das Heimweh und die Erinnerung, vor allem die Erinnerung an Julia, haben Adelino aus dem fernen Angola heimgetrieben in das kleine, von Naturgewalten und sozialer Not verfallene portugiesische Fischerdorf am Atlantik. Doch Julia ist längst die Frau seines Bruders Raimundo geworden; die Kinder und die schwere Arbeit haben sie aufgezehrt, und sie sieht in dem Heimkehrer nur einen Störenfried, der sie mit seinen Vorwürfen belästigt. Nur schwer findet sich Adelino in den Rhythmus des Dorflebens ein. Eine alte Unfallverletzung hindert ihn, auf einem Fischkutter anzuheuern; so bleibt ihm nur die Arbeit bei der Fischerinnung des Dorfes, der er aber auch nicht gewachsen zu sein scheint, und eines Tages bricht er zusammen.
Julia pflegt ihren Jugendfreund. Dabei fleht sie ihn immer wieder an, dem Dorf bald den Rücken zu kehren. Aber Adelino bleibt, und eines Tages ertappt er in der kleinen Kirche eine junge Frau beim Plündern des Opferstockes. Sie entkommt ihm, doch er trifft sie wieder und gewinnt nicht nur ihr Vertrauen, sondern auch ihre Zuneigung. Bei der Schönen handelt es sich um Albertina, die Schwester seines Chefs Inácio, ein wildes Mädchen, das nur eine Gelegenheit sucht, auf- und davonzugehen.
Eines Tages ist es schließlich so weit: Als Adelino vom Totenbett Julias kommt, trifft er Albertina auf der Flucht vor ihrem Bruder. Sie hat Inácio bestohlen, worauf dieser geschworen hat, sie niederzuschießen. Adelino gelingt es jedoch, das Mädchen zur Rückgabe des Geldes zu überreden: „Wir brauchen es nicht. Noch können wir arbeiten.“

## Kritiken
Der Evangelische Film-Beobachter fasste seine Kritik nach der deutschen Fernsehpremiere so zusammen: „Der junge Regisseur Paulo Rocha kritisiert am Beispiel einer Handvoll Fischer eines Atlantik-Dorfes die gesellschaftlichen Zustände des Landes. Seine Mischung aus Spielhandlung und Dokumentation lebt vom erstaunlichen Schwarzweiß-Kontrast der Bilder, von der zurückhaltenden Darstellung und von der überaus reichen  Volksmusik, vor allem den Fado-Melodien.“
Das Lexikon des internationalen Films gelangt zu folgender Einschätzung: „Ein sehr nüchterner Film von Paulo Rocha, dessen sozialkritischer Ansatz in der Schilderung eines Einzelschicksals steckenbleibt.“